# Klubi Sportiv Besa
O Klubi Sportiv Besa Kavajë é um clube de futebol albanês com sede em Kavajë. Eles jogam na Kategoria Superiore a primeira divisão do futebol albanês, seu estádio é o Stadiumi Besa.

## História
O Klubi Sportiv Besa foi fundado em 1922 na cidade de Kavajë, onde ainda é sua sede. A primeira partida do Besa, aconteceu em 1930 contra o Instituto Albanês-americano. No mesmo ano o clube afiliou-se á FSHF, e participou da Kategoria e Dytë nos anos de 1930, 1931 e 1932, subindo para a primeira divisão em 1933. Durante os anos de 1933 á 1937 ficou em terceiro lugar, atrás de SK Tirana e SK Vllaznia. 
Em 1935 o clube assume uma forma organizada composto por: Irfan Berat - presidente; Fehmi Kazaz - vice; Dervish Cara - secretário.
Durante a Segunda Guerra Mundial, perdem a vida alguns membros do clube, como: Mehmet Babamusta, Adil Alushi, Sami Karriqi e Millan Radosalja. Nesta época o clube reduziu suas atividades, sendo sustentado apenas pelos próprios moradores de Kavajë. 
Durante o perídodo de 1945-1950 o clube alcançou grande sucesso nacional e internacional. Na temporada 1945-46, o clube ganha a Kupen e Kryesise da FSHF. E ainda em 1945, aparece no cenário internacional enfrentando o Sarajevo, na Iugoslávia. Durante esse período, vários jogadores passaram a atuar também pela seleção nacional.
Em 1958, o Besa atinge seu auge no campeonato nacional, com um vice-campeonato. Em 1961 e 1963 chegou a final da Copa da Albânia. Nos anos 60 o clube continua sua evolução, fazendo jogos amistosos contra times da Romênia, Alemanha e Rússia. Na ausência de estádio, continua jogando em Durrës. Em 1971 o SK Besa disputou a Copa dos Balcãs conseguindo 2 vitórias contra times Iugoslavos. 
Estes anos entre 1965 e 1975, o time de Kavajë é conhecido como a geração de ouro. Em 1972 disputa a Copa dos Campeões, enfrentando na primeira rodada o time dinamarques do Fremad Amager, empatando o primeiro jogo em casa por 0-0, e na dinamarca por 1-1, classificando-se com os gols fora de casa. Na segunda rodada enfrentou o Hibernian da Escócia. Conseguiu um empate em casa por 1-1, mas na Escócia acabou perdendo por 7-1. Depois disso o clube passaria 35 anos sem disputar a Copa dos Campeões. E em 1974, inaugura-se o Stadiumi Besa. Em 1981 e 1992 o Besa chega novamente a final da Copa da Albania. Em 2007 o Besa volta novamente á final, mas agora consegue o triunfo sobre seus rivais Teuta Durrës com uma vitória por 3-2, seu primeiro grande título na história. Então ganhou o direito de disputar a Copa da UEFA de 2007-08. Na primeira rodada enfrentou o time sérvio do FK Bezanija, empatando em casa por 0-0, e na Sérvia por 2-2, classificando-se pelos gols fora de casa. Na segunda rodada enfrentou os Búlgaros do Litex Lovech. Perdeu a partida em casa por 2-1, e em Lovech por 3-0, sendo eliminado dessa edição da Copa da UEFA.
Na temporada 2007-08, o Besa fez uma boa campanha na Superliga Albanesa, conquistando o terceiro lugar e o direito de disputar a Copa Intertoto, representando a Albânia mais uma vez em competição europeias. Então, na Copa Intertoto de 2008-09. No primeiro jogo em casa, conseguiu um empate sem gols contra os cipriotas do Ethnikos Achnas, e na casa dos cipriotas um novo empate agora por 1-1 classificou o Besa pelos gols fora de casa. Na segunda rodada, foi sorteado para jogar com os suíços do Grasshopper Zürich. O primeiro jogo na Suíça perdeu por 2-1, e em casa uma nova derrota desclassificou o Besa Kavajë.
Em 2010, o clube teve muitas vitórias. Começando com o título da Copa da Albânia, o que garantiu a vaga do Besa na UEFA Europa League. Três meses depois ganhava a Supercopa da Albania enfrentando o campeão da liga nacional Dinamo Tirana, conseguindo o título por uma vitória por 3-1. Então o Besa foi disputar diretamente a segunda rodada da UEFA Europa League, enfrentando os gregos do Olympiacos, perdendo por 5-0 e 6-1, sendo eliminado com um agregado de 11-1. Na temporada seguinte, a história do clube mudaria drasticamente. Uma má campanha na Superliga acabou rebaixando o time para a Kategoria e Dytë (segunda divisão), depois de quase um século na Kategoria Superiore (primeira divisão).

## Conquistas
Atualizado até 23 de Setembro de 2010 
- Copa da Albânia: 2

(2007, 2010)
- Supercopa da Albânia: 1

(2010)

## KS Besa Kavajë em competições européias
| Temporada | Competição                | Rodada | País      | Clube              | Casa | Fora | Agregado |
| --------- | ------------------------- | ------ | --------- | ------------------ | ---- | ---- | -------- |
| 1972-73   | Taça dos Campeões da UEFA | 1R     | Dinamarca | Fremad Amager      | 0–0  | 1–1  | 1-1      |
|           |                           | 2R     | Escócia   | Hibernian          | 1–1  | 1–7  | 2-8      |
| 2007-08   | Copa da UEFA              | 1R     | Sérvia    | Bežanija Belgrado  | 0–0  | 2–2  | 2-2      |
|           |                           | 2R     | Bulgária  | Litex Lovech       | 0–3  | 0–3  | 0-6      |
| 2008      | Copa Intertoto da UEFA    | 1R     | Chipre    | Ethnikos Achnas    | 0–0  | 1–1  | 1-1      |
|           |                           | 2R     | Suíça     | Grasshopper Zürich | 0–3  | 1–2  | 1-5      |
| 2010-11   | Liga Europa da UEFA       | 2R     | Grécia    | Olympiacos         | 0–5  | 1–6  | 1-11     |

## Elenco Atual
Atualizado até 19 de março de 2012 .

### Besa Kavajë B
Atualizado até 19 de março de 2012 .